# Египатски музеј у Торину
Египатски музеј у Торину (итал. Museo delle antichità egizie di Torino, Museo Egizio) је други највећи музеј староегипатске археологије и антропологије у свету, после Египатског музеја у Каиру. Музеј поседује око 37.000 предмета, од којих је 6.500 изложено. Они покривају историјска доба од палеолита до коптске ере.

## Историја колекције
Први предмет везан за Стари Египат који је стигао у Торино био је олтарски сто (Mensa Isiaca) 1630. Сто је израђен као имитација египатског стила, вероватно за храм богиње Исис у Риму. Овај егзотични предмет је инспирисао краља Карла Емануела III да пошаље ботаничара Виталино Донатија (Vitaliano Donati) у Египат 1753. и тамо набави историјске предмете. Донати се вратио са око 300 предмета из Карнака и Коптоса, што је постало језгро колекције у Торину.
Године 1824, краљ Карло Феликс је стекао колекцију Дровети (Bernardino Drovetti, 5,268 предмета), које је француски генерални конзул, Бернардино Дровети, сакупио током свог боравка у Египту. Те исте године, Жан Франсоа Шамполион је користио огромну колекцију папируса из Торина, да би тестирао свој напредак у дешифровању хијероглифа.
Колекција Ђузепе Сосија (Giuseppe Sossio, преко 1200 предмета) је 1833. додата Египатском музеју. Колекција је обогаћена између 1900. и 1920. предметима које је ископао египтолог Ернесто Скјапарели (Ernesto Schiaparelli). Последњи значајан додатак колекцији је мали храм Елесија, који је египатска влада поклонила Италији у знак захвалности за помоћ у мисији спасавања нубијских споменика 1960-их.

## Галерија најпознатијих експоната
- Ибијев саркофаг (26. династија)
- Фараон Рамзес II са боговима Амоном и Хатор
- Сфинга
- Староегипатска играчица